# Speedy West
Wesley Webb 'Speedy' West (Springfield, 25 januari 1924 - Broken Bow, 15 november 2003) was een Amerikaanse gitarist en country-muzikant.

## Carrière
West was afkomstig uit een muzikale familie. Zijn vader zong in zijn vrije tijd gospelliedjes. Hij groeide op in Missouri en verhuisde in 1946 naar Californië, waar hij zijn muzikaal debuut maakte in de begeleidingsband van Tex Williams en Hank Penny. Dankzij zijn muzikaal kunnen, vooral zijn spel op de steelgitaar, werd hij aan de totale westkust van de Verenigde Staten beroemd. Met zijn partner, de gitarist Jimmy Bryant, was hij de eerste muzikant, die bij Capitol Records pure instrumentale stukken mocht opnemen. Tijdens de daaropvolgende jaren publiceerde hij klassiekers als Speedin' West, Railroadin' en Georgia Steel Guitar.
Naast zijn eigen opnamen werkte West ook als begeleidingsmuzikant van andere countryzangers, waaronder Sheb Wooley, Tennessee Ernie Ford, Ferlin Husky, Cliffie Stone en Jean Shepard. West werd gerekend tot de beroemdste en succesvolste steelgitarist van de jaren 1950. Niet alleen in het bereik van de countrymuziek, maar ook in de jazz en de popmuziek werd hij ingezet, onder andere met Bing Crosby en Spike Jones speelde hij samen.
In 1981 kreeg hij een beroerte, die een einde maakte aan zijn muzikale carrière. Hij trad echter nog in het openbaar op als presentator en als gast. In 1980 werd hij opgenomen in de Steel Guitar Hall of Fame. 

## Overlijden
Speedy West overleed in november 2003 op 79-jarige leeftijd.

## Discografie
Capitol Records
- 1950: Steel Strike / Twilight Time In Texas (A-kant met Cliffie Stone)
- 1950: Bryant's Boogie / Leetie Juan Pedro
- 1951: Stainless / Railroadin'
- 1951: Liberty Bell Polka / T Bone Rag
- 1951: Hubcap Roll / Truck Drivers Ride
- 1951: Roadside Rag / Crackerjag
- 1952: Midnight Ramble / Georgia Steel Guitar
- 1952: Comin' On / Pickin' The Chicken
- 1953: Bryant's Bounce / Serenade To A Frog
- 1953: Lover Man / Pennies From Heaven
- 1953: Speedin' West / Skiddle Dee Boo
- 1953: Steel Guitar Rag / One Rose (met Cliffie Stone)
- 1953: Sunset / That Ain't The Blues
- 1954: Jammin' with Jimmy / Hometown Polka
- 1954: Stratosphere Boogie / Deep Water
- 1954: Bustin' Thru / Our Paradise
- 1955: West Of Samoa / Flippin' The Lid
- 1955: Popcorn Song / Barracuda (met Cliffie Stone)
- 1955: Cotton Pickin' / Sleepwalkers Lullaby
- 1955: Steelin' Moonlight / Caffeine Patrol (zonder Jimmy Bryant)
- 1955: Steelin' Moonlight / Caffeine Patrol
- 1956: Frettin' Fingers / Chatterbox
- 1956: Shufflebox Rag / Yankee Clover
- 1956: Pickin' Peppers / Pushin' The Blues
- 1956: Water Baby Blues / Sand Canyon Swing
- 1957: Night Rider / Rolling Sky
- 1957: Shawnee Trot / On The Alamo (zonder Jimmy Bryant)

Imperial Records
- 1967: Shinbone / Tabasco Road (onder het pseudoniem Orville and Ivy)
- 1967: Please Pass the Bisuits / Slow Poke (onder het pseudoniem Orville and Ivy)

- Gemeinsame Normdatei: 135043506
- International Standard Name Identifier: 0000 0000 5552 0784
- Library of Congress Control Number: n91093405
- MusicBrainz: bd9f96c7-813f-4515-ae3a-a9ec906dffea
- SNAC: w6348h8z
- Virtual International Authority File: 41022377
- WorldCat: E39PBJrKWJbY7GvYTTCWp9b68C